# Arvagh
Arvagh (iriska: Ármhach som betyder slagfält) eller Arva är en ort i grevskapet Cavan i den norra delen av Irland. Tätorten (settlement) Arva hade 411 invånare vid folkräkningen 2016.
Orten är belägen vid Garty Loughs strand, i närheten av Bruse Hill. Arvagh är belägen i mitten av drumlinbältet. Den ligger nära gränsen till grevskapen Longford och Leitrim och strax utanför orten möts de tre provinserna Ulster, Leinster och Connacht.